# Brachineura squamata
Brachineura squamata är en tvåvingeart som först beskrevs av Jean-Jacques Kieffer 1904.  Brachineura squamata ingår i släktet Brachineura och familjen gallmyggor.
Artens utbredningsområde är Frankrike. Inga underarter finns listade i Catalogue of Life.